# 陰道環

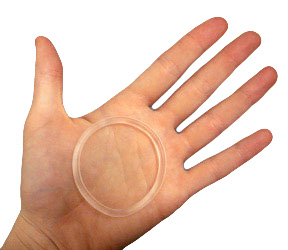
NuvaRing

陰道環（英語：Vaginal rings）是可撓聚合物材質的給藥裝置，可置入陰道中，持續阴道内给药一段時間。有些陰道環也可以提供避孕效果（陰道避孕環）。陰道環不會因使用的婦女而區分不同的尺寸。
目前仍在研究乳癌和使用陰道環的相關性，不過目前研究指出，陰道環中釋放的激素，就算和乳癌的風險相關，其相關性也非常的低。
有些陰道環已可在市面上購得，包括：
- Estring：釋放低劑量雌二醇的陰道環，材質是矽膠彈性體，可以治療阴道萎缩（萎缩性阴道炎）。
- Femring：釋放低劑量雌二醇乙酸酯的陰道環，材質是矽膠彈性體，可以緩和更年期帶來的潮熱及陰道萎縮。
- NuvaRing：低劑量的陰道避孕環，材質是乙烯/醋酸乙烯酯共聚物，會釋放依托孕烯（一種黄体制剂）及炔雌醇（雌激素）。
- Progering：是只釋放孕酮的孕酮陰道環，目前只在智利及秘魯販售[1]。

目前也正在開發其他的陰道環。

## 使用方式
陰道環很容易置入陰道中，也很容易取出。陰道壁會將陰道環固定在一定位置。一般陰道環會在子宮頸附近，不過陰道環在陰道中實際的位置不會影響其臨床效果，而陰道環的位置越深，越不容易感覺到陰道環的存在。一般而言，陰道環不會因為性交的運動而離開陰道，而在性交時也不會感覺不適或是不方便。大部份的情形下，進行性行為的雙方都不會感覺到陰道環的存在。也可以在性交後將陰道環取出，不過若是NuvaRing，若要維持其避孕能力，最多只能取出一至三個小時。若取出超過48小時，接下來的一週內需要有其他避孕措施。女性在停用避孕陰道環後，一般要一至二個月後才會恢復其月經週期。
- Estring：Estring置入陰道後可以放三個月，之後取出，再置入新的陰道環
- Femring：Femring置入陰道後可以放三個月，之後取出，再置入新的陰道環
- NuvaRing：NuvaRing置入陰道後可以放三週，之後維持一週不裝NuvaRing，等月經結束後再安裝。

## 外部連結
- Estring （页面存档备份，存于）
- Femring （页面存档备份，存于）
- Nuvaring （页面存档备份，存于）